# 吴菊
吴菊（1962年—），广东信宜人，汉族，中华人民共和国政治人物、第十一届全国人民代表大会广东地区代表。
毕业于华南师范大学中文专业。担任信宜中学特级教师。2008年起担任全国人大代表。